# Elytropus
Elytropus é um género botânico pertencente à família Apocynaceae.